# 3 Foot Clearance
3 Foot Clearance (även känt som Happy Holidays from Buckethead eller Greeting Card Album) är det trettionde studioalbumet av gitarristen Buckethead. Albumet släpptes den 21 december 2010 i begränsad upplaga tillsammans med ett handgjort hälsnings-kort som Buckethead själv har skrivit.
Albumet innehåller en hyllningslåt som Buckethead har skrivit till graffitimålaren och hiphop-artisten Rammellzee, som dog den 28 juni 2010.

## Låtlista
| Nr           | Titel                         | Längd |
| ------------ | ----------------------------- | ----- |
| 1.           | Griffin's Spike               | 4.09  |
| 2.           | Rammellzee: Hero of the Abyss | 4.02  |
| 3.           | Floating Graveyard            | 3.58  |
| 4.           | Ballad of Jerry Mono          | 3.20  |
| 5.           | H.D. Autopsy                  | 4.57  |
| 6.           | Droid Hunt                    | 3.19  |
| 7.           | Battlefields                  | 2.46  |
| 8.           | Handprint Ornament            | 3:13  |
| 9.           | Three Headed Guardian         | 2.48  |
| 10.          | Harpoon the Goon              | 2.30  |
| 11.          | Critical Leg Assignment       | 2.35  |
| 12.          | Siamese Butterfly             | 1.56  |
| 13.          | X-Ray                         | 0.49  |
| Total längd: | Total längd:                  | 40:23 |

## Lista över medverkande
- Buckethead -  Gitarr